# Sam & Max: Culture Shock
Sam & Max: Culture Shock (с англ. — «Сэм и Макс: Культурный Шок») — компьютерная игра по мотивам комиксов Стива Парселла Sam & Max, выпущенная 17 октября 2006 года компанией Telltale Games. Culture Shock стала первой игрой Sam & Max, выпущенной Telltale.

## Сюжет
Главными героями являются частные детективы, или, как они сами себя называют себя, вольная полиция, прямоходящая собака в костюме Сэм (англ. Sam) и кролик Макс (англ. Max). По сюжету они занимаются расследованием деятельности бывшей телезвезды 1970-х Брэди Культуры (англ. Brady Culture), занимающегося гипнозом.
В офисе Сэма и Макса раздаётся телефонный звонок от клиента, но телефон украден крысой Джимми Два Зуба (англ. Jimmy Two-Teeth). После недолгих разбирательств детективам удаётся отобрать у крысы телефон, и тогда становится известно, что звонок поступил от продавца из соседнего магазина, сообщающего о преступной деятельности в его магазине. Выходя из своего офиса, Сэм и Макс замечают невдалеке от себя Знайку (англ. Specs) — бывшую телезвезду из шоу «Три Шипучки», выходившего в 1970-е. Он рисует на стене граффити с изображением Брэди Культуры и пытается убедить Сэма и Макса, что программа Культуры «Глазастика» — панацея от всех бед. Сэм и Макс идут в «Недовольственный магазин Боско» (англ. Bosco’s Inconvenience), где встречаются со звонившим продавцом Боско.
Боско (англ. Bosco) рассказывает героям о том, что к нему в магазин пришёл Лейка (англ. Whizzer), ещё один из «Трёх Шипучек», который проносит внутрь кассеты с глазастикой и агитирует купить их. Защитная же система, установленная у Боско не позволяет что-либо выносить из магазина, но для вноса препятствий нет. Обманом Сэм подкладывает Лейке сыр с витрины, и Лейку нейтрализует защитная система Б-АРАН. После Сэм и Макс идут в другое здание неподалёку от своего офиса, где встречают ещё одного «Шипучку» — Глазейку (англ. Peepers), который говорит, что он Сибил Пандемик, дипломированный психотерапевт. Но в чулане сыщики находят настоящую Сибил Пандемик (англ. Sybil Pandemic), которая сообщает героям, что Глазейка под гипнозом и чтобы его разгипнотизировать надо ударить его по голове и приказать победить захватчика в своих снах.
Когда герои решают просмотреть кассету с «Глазастикой», но вследствие случая им это не удаётся, они видят, что крыса Джимми, вышедшая посмотреть телевизор впадает в гипнотическое состояние и объявляет, что поклоняется Брэди Культуре. После этого Сэм и Макс понимают, что братья-Шипучки загипнотизированы.
После того, как удаётся вывести из состояния гипноза всех трёх братьев, они приводят Сэма и Макса к дому Брэди Культуры. Но чтобы зайти туда нужно отдать справку о своём психическом нездоровье. Сэм отправляется к Сибил, где обманом получает справку, которую использует, чтобы пройти к Культуре. Но Культура гипнотизирует Сэма и схватывает Макса.
Сэм приходит в себя, когда он, как прежде Лейка, носит кассеты с «Глазастикой» в магазин Боско. Ухитрившись вызвать систему охраны он получает удар по голове и оказывается в своих снах, где всюду встречает Брэди Культуру. Умудрившись уничтожить все его воплощения он приходит в себя у Боско, который делает для него защитное устройство от гипноза — дуршлаг и тремпель. С ним он снова приходит к Культуре, который теперь не может загипнотизировать его. Но он снова подчинил себе «Трёх Шипучек», на которых издавна затаил обиду за то, что из-за их шоу, которое было популярнее его передачи, его уволили с телевидения. Заговорив Культуру Сэм заставляет его приказать Шипучкам избивать себя вместо Сэма. Сэм уничтожает гипнотизирующие очки Культуры. Дело закрыто, однако финальное видео показывает по-телевизору ведущую ток-шоу, глаза которой явно показывают что она — загипнотизирована.

## Разработка
Официальный анонс первой серии состоялся 9 мая 2006 года. 28 августа стало известно, что первый сезон будет поделён на 6 эпизодов, которые будут выходить раз в месяц. После выпуска демоверсии в сентябре, ресурс 1UP.com написал, что одним из промахов разработчиков является подбор актёра, озвучивающего Сэма. Дэн Адамс, обозревательIGN, сделал вывод, что Sam & Max — один из самых лучших вариантов использования популярной в то время эпизодической схемы распространения игр (в 2006 году также вышли Half-Life 2: Episode One и SiN Episodes: Emergence).

## Отзывы прессы
| Сводный рейтинг                                                   | Сводный рейтинг            |
| Агрегатор                                                         | Оценка                     |
| ----------------------------------------------------------------- | -------------------------- |
| GameRankings                                                      | 81,17 %                    |
| MobyRank                                                          | 82/100                     |
| Иноязычные издания                                                |                            |
| Издание                                                           | Оценка                     |
| 1UP.com                                                           | B+                         |
| IGN                                                               | 8,7/10                     |
| Русскоязычные издания                                             |                            |
| Издание                                                           | Оценка                     |
| Absolute Games                                                    | 66 %                       |
| «Игромания»                                                       | 8,5/10 (журнал) 4/5 (сайт) |
| «Страна игр»                                                      | 7,0/10                     |
| Награды                                                           |                            |
| Издание                                                           | Награда                    |
| Лучшая приключенческая игра (англ. Best Adventure Game) 2006 года |                            |
| Самая смешная игра (англ. Funniest Game) 2006                     |                            |

Отклики на первую серию в целом были положительными.
Рецензент 1UP.com написал в своей рецензии, что сюжет игры служит лишь для оправдания использования шуток, которые сравнил с юмором «Симпсонов» и «Аэроплан!», но в целом остался недоволен качеством пилотного выпуска и высказал надежду, что дальнейшие игры первого сезона будут лучше. Стив Баттс, обозреватель IGN.com, высоко оценил игру в общем, её графику и озвучивание, но написал, что геймплей не очень изобретателен, на всю игру находится один-два стоящих пазла, а также заметил, что проходить игру несколько раз не захочется.

Портал Absolute games поставил игре одну из самых низких оценок относительно остальных её рецензий — 66 %. В упрёк игре ставилось качество загадок — основного элемента квестов — которое, по мнению автора статьи, было гораздо ниже уровня оригинальной Sam & Max Hit the Road, рецензент написал, что «на „продолжение“ или даже на „игру“ сей короткий отрывок из жизни „внештатных полицейских“ тянет слабо». «Игромания» же напротив, же написала 
Так вот, Sam & Max: Episode 1 — Culture Shock, хрестоматийный пример соответствующего жанра, так ловко и безупречно демонстрирует всем окружающим, как надо делать квесты, что мы тут вот прямо сейчас, авансом, готовы обвешать Telltale Games всевозможными регалиями.Олег Ставицкий
Единственный упрёком, высказанным рецензентом «Игромании», был в сторону продолжительности игры.

### Награды
Ресурс tigsource.com поставил Culture Shock на 18-е место в списке «Пятидесяти действительно хороших инди-игр»(англ. 50 Really Good Indie Games).
IGN.com назвало Culture Shock лучшим квестом 2006 года. «Игромания» поставила Culture Shock (Sam & Max) на 14-е место в списке лучших игр 2006 года.